# گیزاوکی
گیزاوکی (به لاتین: Gizałki) یک روستا در لهستان است که در گمینا گیزاوکی واقع شده‌است. گیزاوکی ۵۸۳ نفر جمعیت دارد.